# Notomabuya frenata
Genre
Espèce
Synonymes
- Emoea frenata Cope, 1862
- Eumeces nattereri Steindachner, 1870
- Mabuya frenata (Cope, 1862)

Notomabuya frenata, unique représentant du genre Notomabuya, est une espèce de sauriens de la famille des Scincidae.

## Répartition
Cette espèce se rencontre :
- au Brésil dans le Mato Grosso, dans le Rio Grande do Sul, dans le Tocantins, dans le Goiás et dans le Minas Gerais ;
- en Bolivie dans les départements de Santa Cruz, de Beni, de Cochabamba, de La Paz et de Tarija ;
- au Paraguay ;
- en Argentine.

## Description
C'est un saurien vivipare.

## Publications originales
- Cope, 1863 "1862" : Contributions to Neotropical saurology. Proceedings of the Academy of Natural Sciences of Philadelphia, vol. 14, p. 176-188 (texte intégral).
- Hedges & Conn, 2012 : A new skink fauna from Caribbean islands (Squamata, Mabuyidae, Mabuyinae). Zootaxa, no 3288, p. 1–244 (texte intégral).